# 阿爾托 (加利福尼亞州)
阿爾托（英語：Alto）是位於美國加利福尼亞州馬林縣的一個人口普查指定地區。

## 地理
阿爾托的座標為37°54′16″N 122°31′32″W / 37.90444°N 122.52556°W，而該地最高點為海拔高度8米（即26英尺）。

## 人口
根據2010年美國人口普查的數據，阿爾托的面積為0.33平方千米，均為陸地。當地共有人口711人，而人口密度為每平方千米2,154人。